# Arrondissements du Finistère

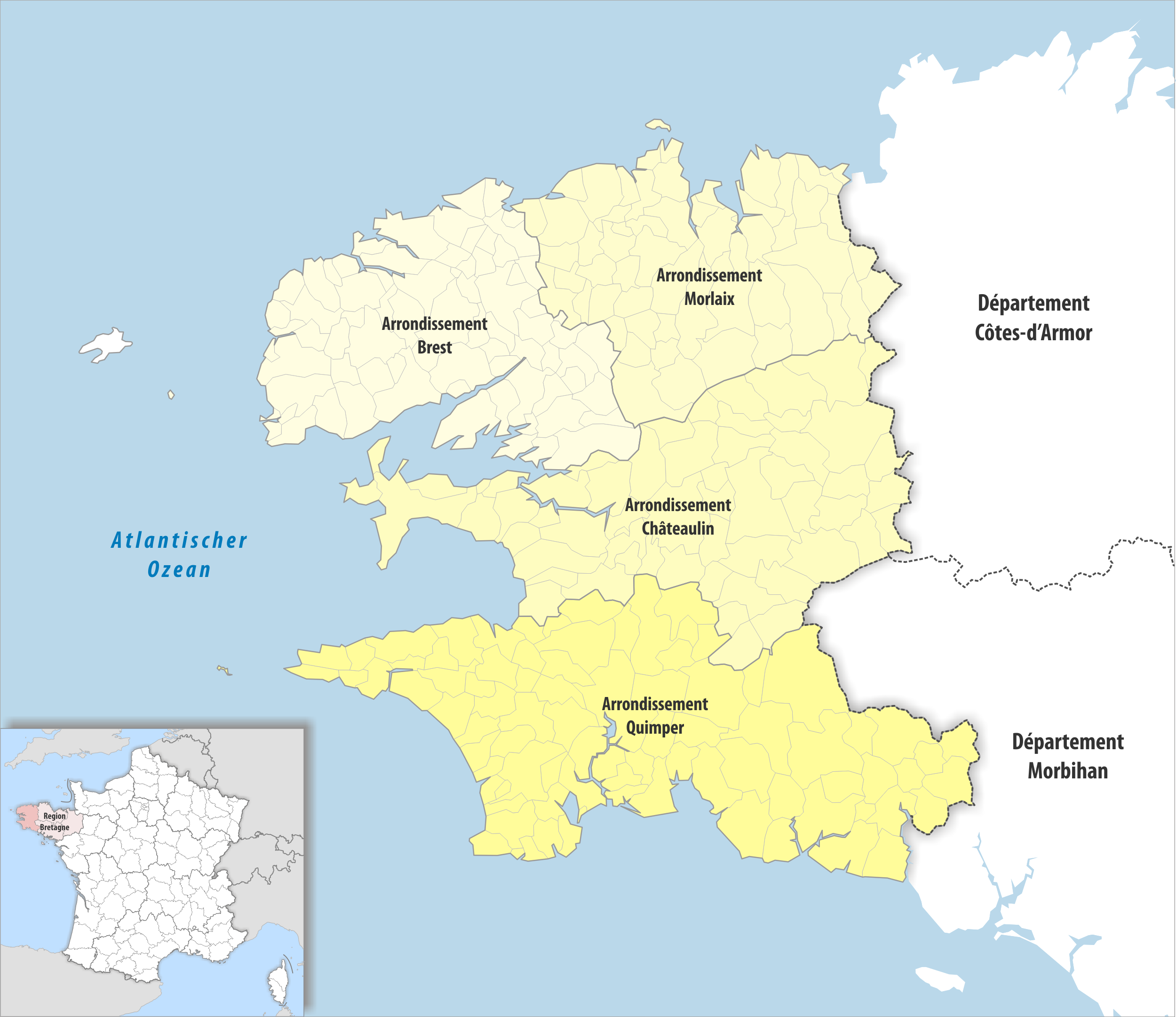
Les arrondissements du Finistère en 2019.

Le département du Finistère comprend quatre arrondissements.

## Composition
| Nom                          | Code Insee | Superficie (km2) | Population (dernière pop. légale) | Densité (hab./km2) | Modifier             |
| ---------------------------- | ---------- | ---------------- | --------------------------------- | ------------------ | -------------------- |
| Arrondissement de Brest      | 291        | 1 396,20         | 383 790 (2022)                    | 275                | modifier les données |
| Arrondissement de Châteaulin | 292        | 1 756,60         | 81 520 (2022)                     | 46                 | modifier les données |
| Arrondissement de Morlaix    | 293        | 1 330,60         | 130 880 (2022)                    | 98                 | modifier les données |
| Arrondissement de Quimper    | 294        | 2 249,60         | 331 722 (2022)                    | 147                | modifier les données |
| Finistère                    | 29         | 6 733,00         | 927 912 (2022)                    | 138                | modifier les données |

## Histoire
- 1790 : création du département du Finistère avec neuf districts : Brest, Carhaix, Châteaulin, Landerneau, Lesneven, Morlaix, Pont-Croix, Quimper, Quimperlé
- 1800 : création des arrondissements : Brest, Châteaulin, Morlaix, Quimper, Quimperlé
- 1926 : suppression de l'arrondissement de Quimperlé
- 1er janvier 2017 : les limites des arrondissements sont modifiées pour s'adapter au découpage intercommunal[1].